# Biskupi toruńscy
Biskupi toruńscy – biskupi diecezjalni i biskupi pomocniczy diecezji toruńskiej.

## Biskupi

### Biskupi diecezjalni
| Lata urzędowania | Biskup | Biskup          | Uwagi                                                  |
| ---------------- | ------ | --------------- | ------------------------------------------------------ |
| 1992–2017        |        | Andrzej Suski   |                                                        |
| 2017–2024        |        | Wiesław Śmigiel | następnie arcybiskup metropolita szczecińsko-kamieński |
| od 2025          |        | Arkadiusz Okroj |                                                        |

### Biskupi pomocniczy
| Lata urzędowania | Biskup | Biskup         | Uwagi                                 |
| ---------------- | ------ | -------------- | ------------------------------------- |
| 1994–1999        |        | Jan Chrapek    | następnie biskup diecezjalny radomski |
| od 2000          |        | Józef Szamocki |                                       |